# Ministère des petites et moyennes entreprises et de la promotion de l'emploi
Le Ministère des petites et moyennes entreprises et de la Promotion de l'emploi (MPMEPE) est le département ministériel du gouvernement béninois chargé d’élaborer et d’assurer et de mettre en œuvre des politiques nationales en matière de développement des petites et moyennes entreprises conformément aux lois et règlements en vigueur en République du Bénin.

## Attributions
Dans le cadre de sa fonction il est responsable de:
- Élaborer et recommander des politiques visant à promouvoir les petites et moyennes entreprises, l'artisanat, l'emploi et l'entrepreneuriat, en coordination avec les ministères concernés.
- Veiller à la mise en œuvre et au suivi des réformes, politiques, actions et décisions du gouvernement pour le développement des petites et moyennes entreprises, l'artisanat, la promotion de l'emploi et de l'entrepreneuriat.
- Définir et assurer le respect continu des réglementations dans les domaines du développement des petites et moyennes entreprises, de l'artisanat, de la promotion de l'emploi et de l'entrepreneuriat.
- Coordonner les actions du gouvernement envers les différents acteurs intervenant dans les secteurs des petites et moyennes entreprises, de l'artisanat, de la promotion de l'emploi et de l'entrepreneuriat.
- Identifier les cadres de collaboration locaux, communautaires et internationaux pouvant être utilisés pour soutenir le développement des petites et moyennes entreprises.
- Dynamiser l'assistance aux promoteurs des petites et moyennes entreprises, aux artisans et aux demandeurs d'emploi.
- Encourager et faciliter les mécanismes de concertation et de collaboration avec les acteurs concernés pour promouvoir et dynamiser les secteurs des petites et moyennes entreprises, de l'artisanat, de l'emploi et de l'entrepreneuriat.
- Contribuer à la création d'un environnement propice à l'entrepreneuriat et à l'artisanat, en collaboration avec les ministères et autres partenaires concernés.
- Améliorer la compétitivité des petites et moyennes entreprises afin qu'elles puissent s'adapter aux exigences de l'intégration régionale et internationale.
- Établir et animer une coopération entre le monde entrepreneurial et les formations académiques et professionnelles.
- Promouvoir l'emploi indépendant, l'entrepreneuriat et soutenir les start-ups en collaboration avec les ministères concernés.
- Développer et valoriser le potentiel des jeunes en promouvant les services de volontariat formel.
- Identifier et établir des partenariats de volontariat ou de bénévolat international.
- Renforcer l'employabilité des demandeurs d'emploi et des prestataires de services dans tous les secteurs d'activité.
- Représenter et défendre les intérêts de la République du Bénin au sein d'organismes internationaux travaillant pour le développement des petites et moyennes entreprises, de l'artisanat, de la promotion de l'emploi et de l'entrepreneuriat.

### Images

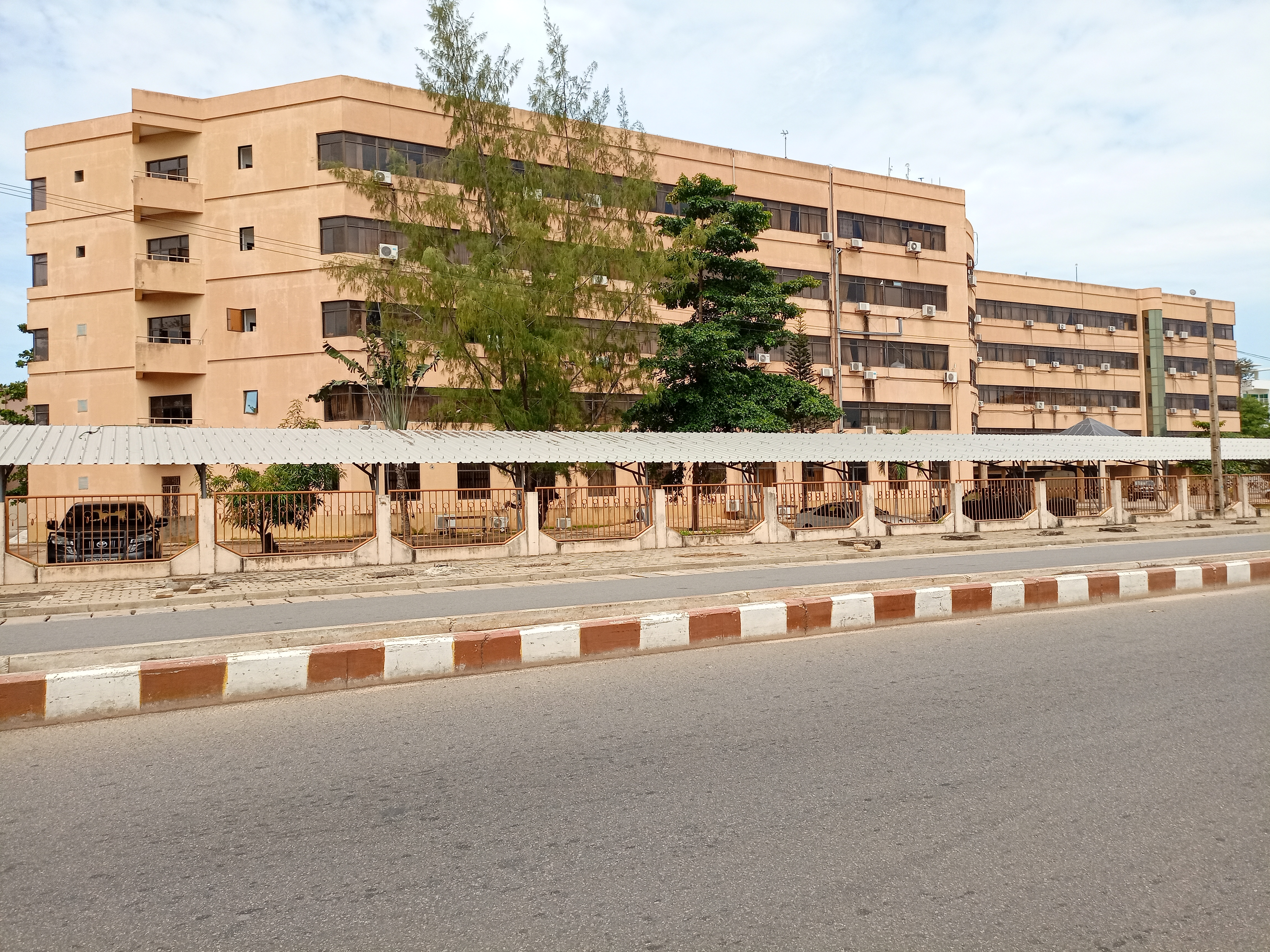
Bâtiment du Ministère des petites et moyennes entreprises et de la promotion de l'emploi du Bénin.